# Ариобарзан (сын Дария III)
Ариобарзан (др.-перс. *Aryābr̥zaⁿs; др.-греч. Aριoβαρζανης; IV век до н. э.) — сын персидского царя Дария III.

## Биография
Матерью Ариобарзана была, по всей видимости, одна из ранних жён Дария III. По предположению В. Хеккеля, её братом мог быть Фарнак. В таком случае по материнской линии Ариобарзан принадлежал к понтийско-каппадокийскому роду, связанному с домом Артабаза. Сестрой Ариобарзана могла быть жена Митридата. Такое предположение основано на том, что имена Ариобарзана, «брата жены Дария» Фарнака характерны для ономастикона рода Фарнакидов, а не царского рода Ахеменидов. Ариобарзан родился задолго до того как Дарий III стал царём, до 350 года до н. э., так как он был уже достаточно взрослым чтобы принимать участие в битве при Гранике 334 года до н. э.
Согласно свидетельству Аретада Книдского, после поражения персов в битве при Гранике Ариобарзан намеревался выдать Александру своего отца, но был изобличён. По приказу Дария III Ариобарзану отрубили голову. По мнению Г. Берве, причиной недовольства Ариобарзана, приведшего к организации заговора, могло послужить и то обстоятельство, что наследником Дария считался Ох — его малолетний сын от Статиры. Также позицию Ариобарзана при персидском царском дворе могла поколебать гибель при Гранике Фарнака и Митридата.